# Кобяков, Андрей Борисович
Андре́й Бори́сович Кобяко́в (род. 6 июля 1961, Москва) — российский экономист, публицист и общественный деятель. Доцент МГУ им. М. В. Ломоносова, кандидат экономических наук. Председатель правления «Института динамического консерватизма». Член Генерального совета Всероссийской политической партии «Партия Дела». Является экспертом и членом международного комитета Московского экономического форума.

## Биография
В 1987 году окончил географический факультет МГУ. С 1992 года преподавал в МГУ. В 1995 года окончил аспирантуру межфакультетской кафедры экономической теории и предпринимательства естественных факультетов МГУ.
В 1996 году защитил кандидатскую диссертацию «Государственный протекционизм в рыночной экономике».
С 1996 года работал в качестве обозревателя в ряде деловых изданий («Эксперт», «Финансовая Россия»).
С 2001 года — заместитель главного редактора и заведующий отделом экономики аналитического журнала «Русский предприниматель».
В 2002—2003 годах — профессор Государственного университета — Высшая школа экономики.
В 2002—2005 годах — главный редактор аналитического журнала «Русский предприниматель».
В 2003 году была опубликована написанная им совместно с Михаилом Хазиным книга «Закат империи доллара и конец „Pax Americana“».
В 2005 году стал соредактором и одним из основных авторов (вместе с Виталием Аверьяновым) коллективного труда «Русская доктрина».
С 2006 года — руководитель редколлегии аналитического сетевого журнала RPMonitor.ru.
С 2009 года — заместитель главного редактора еженедельного общественно-политического журнала «Однако».
С 2009 года — руководитель аналитического веб-журнала Globoscope.
Является членом «Изборского клуба», созданного в 2012 году.

## Книги
- Сравнительный анализ приоритетов энергетической и научно-технической политики США, стран ЕЭС и Японии. — М. : ВНИИОЭНГ, 1994. — 67 с. — (Экономика топливно-энергетического комплекса России. Всерос. НИИ орг., управления и экономики нефтегазовой пром-сти). (соавторы: Н. Д. Александровская, А. Н. Арянин, С. Д. Молодцов)
- Закат империи доллара и конец «Pax Americana». — М.: Вече, 2003. — 368 с. — (Новый ракурс). — 5000 экз. — ISBN 5-9533-0143-X. (в соавторстве с Михаилом Хазиным)
- Русская доктрина («Сергиевский проект»). М., 2005. (в соавторстве)
- Россия и современный мир. М., 2006.
- Преображение России. Декларация Русской доктрины. М., 2007.
- Новая русская доктрина: пора расправить крылья / [Аверьянов В. В. и др.]. — Москва : Яуза : Эксмо, 2009. — 285 с. — ISBN 978-5-699-33337-0
- Анонимная война: от аналитиков Изборского клуба. — Москва : Алгоритм, 2014. — 115 с. — (Меч империи). — ISBN 978-5-4438-0764-5 (соавторы: Маринэ Восканян, Константин Черемных)
- Социальный консерватизм : выход из конфликта левых и правых идей. — Москва : Книжный мир, 2021. — 447 с. — ISBN 978-5-6046229-7-1 — 2000 экз. (соавтор: Маринэ Восканян)